# Menna Laura Meijer
Pour les articles homonymes, voir Meijer.
 (octobre 2018).
 Menna Laura Meijer, née aux Pays-Bas, est une réalisatrice, productrice, scénariste et journaliste néerlandaise.

## Filmographie

### Réalisatrice et scénariste
- 2003 : Girls[2]
- 2008 : Sweety. The Friends, Betrayal and Murder of Maja Bradaric[3]
- 2011 : Kyteman. Now What?[4]
- 2013 : 69: Love Sex Senior[5]
- 2017 : We Margiela[6]

### Productrice
- 2010 : I Feel... de Elsbeth van Noppen